# Droga wojewódzka nr 522
Droga wojewódzka nr 522 (DW522) – droga wojewódzka o długości 41 km łącząca DW517 z m. Górki, do DK16 w okolicach Kisielic. Droga przebiega przez powiaty: sztumski (gminy Sztum i Mikołajki Pomorskie), kwidzyński (gminy Prabuty i Gardeja) i iławski (gmina Kisielice).

## Miejscowości leżące przy trasie DW522
- Górki
- Mikołajki Pomorskie
- Prabuty
- Kołodzieje
- Trumiejki
- Trumieje
- Łodygowo
- okolice Kisielic